# Pseudocyclosorus tibeticus
Pseudocyclosorus tibeticus är en kärrbräkenväxtart som beskrevs av Ren-Chang Ching och Y. X. Ling. Pseudocyclosorus tibeticus ingår i släktet Pseudocyclosorus och familjen Thelypteridaceae. Inga underarter finns listade.